# Татарский Саплык
Татарский Саплык (тат. Татар Саплыгы) — деревня в составе Алешкин-Саплыкского сельского поселения Дрожжановского района Татарстана.

## История
Деревня основана в 1801 г. как Нижний Татарский Саплык 12 семьями служилых татар (28 человек), выходцами из деревни Старая Задоровка Буинского уезда. В 1818 г. в Саплык переселились ещё 2 семьи (8 человек) из деревни Новый Дрожжаной Куст.

## Население
Число жителей по ревизии 1816 года: 51 м. п., 44 ж. п.